# 广花平原

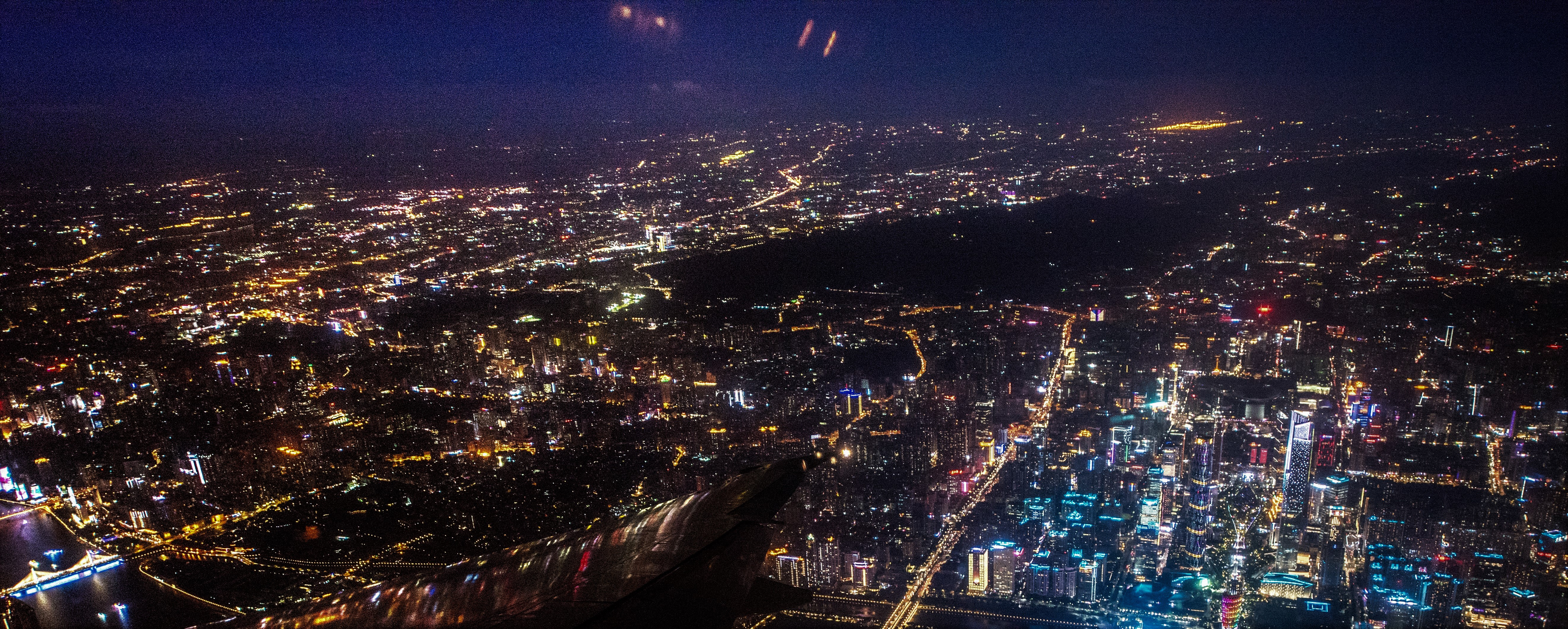
天河区上空俯瞰广花平原和白云山

广花平原位于中国广东省广州市白云区西北部和花都区南部，为流溪河下游的平原。因为流溪河是一条由从化山区向西南汇入珠江三角洲的河流，在河口区独自冲积出一个三角形的平原，平原上局部发育着由东北至西南走向的台地和丘陵。
广花平原的海拔约在20米。轻微向西南倾斜。平原南部由于地势较低，地下水水位较高，局部地区甚至出露地面，形成湿地。平原东侧的白云山一带地势较高，岩层向平原方向倾斜，地表、地下水补给充足。因此，成为广州的重要蔬菜基地之一。